# Worthing FC
Worthing FC is een Engelse voetbalclub, uit Worthing, West Sussex. Ze spelen sinds 2023 in de National League South.
De club werd opgericht onder de naam Worthing Association FC in februari 1886. Deze naam werd gebruikt tot 1899. In het begin van hun bestaan speelden ze voornamelijk in de Sussex Senior Cup.
In 1896 richtte de club mede de West Sussex Senior League op, die ze zeven keer wonnen. In mei 1900 namen ze hun rivalen van Worthing Athletic over en weer een jaar later verhuisden ze naar hun huidig stadion Woodside Road, toen gekend als de Sports Ground. In 1905 namen ze ook Worthing Rovers over.
In 1920 richtten ze mee de Sussex County League op, die ze ook achtmaal wonnen. In de twintig seizoenen voor wereldoorlog twee eindigden ze zelfs maar 2 keer buiten de top-vier.
In het seizoen 1948-49 traden ze toe tot de Corinthian League maar met weinig succes. In 1963 werd de Corinthian League ontbonden en de meeste clubs stapten over naar Athenian League waar ze terechtkwamen in Division One. De club promoveerde het eerste jaar, maar na drie seizoen in de Premier Division degradeerden ze tweemaal waardoor ze in Division Two terechtkwamen.
Eenmaal terug in de Premier Division stapte de club over naar de Isthmian League in 1977. Ze startten in Division Two maar in 1983 hadden ze al de Premier Division bereikt en werden tweede in 1983-84 en 1984-85. Toen toenmalig trainer Barry Lloyd echter overstapte naar Brighton & Hove Albion degradeerde de club opnieuw naar Division Two in 1990-91.
Voormalig Noord-Iers international Garry Armstrong werd trainer in 1991 en leidde de club in 1992-93 opnieuw naar Division One vanwaar ze twee jaar later met trainer John Robson promoveerden naar de Premier Division. Ze eindigden het eerste jaar wel opnieuw laatst waardoor ze opnieuw naar Division One degradeerden.
Hier bleven ze tot 2004 toen het voetbalsysteem gereorganiseerd werd waardoor de club in de Premier Division van de Isthmian League mocht spelen.